# Hassanpur
Hassanpur is een stad en gemeente in het district Palwal van de Indiase staat Haryana. 

## Demografie
Volgens de Indiase volkstelling van 2001 wonen er 9.089 mensen in Hassanpur, waarvan 54% mannelijk en 46% vrouwelijk is. De plaats heeft een alfabetiseringsgraad van 52%. 